# Philip Zwiener
Philip Zwiener, né le 23 juillet 1985 à Rotenburg, en Allemagne de l'Ouest, est un joueur allemand de basket-ball, évoluant au poste d'ailier. 